# الهولوكوست في النرويج
بدأ الاحتلال الألماني للنرويج في 9 أبريل 1940. كان في النرويج عام 1942، ما لا يقل عن 2173 يهوديًا. قُبض على 775 منهم على الأقل، واحتُجزوا و/أو رُحّلوا. كان أكثر من نصف النرويجيين الذين لقوا حتفهم في المعسكرات في ألمانيا من اليهود. قُتل 742 يهوديًا في المعسكرات وتوفي 23 يهوديًا في عمليات إعدام خارج نطاق القضاء، وقُتلوا أو انتحروا خلال الحرب، ما رفع من إجمالي عدد القتلى اليهود النرويجيين ليصل إلى 765 يهوديًا على الأقل، بما في ذلك 230 أسرة كاملة. «فرّ ما يقرب من ثلثي اليهود في النرويج خارج النرويج». هُرّب من بين هؤلاء حوالي 900 يهودي إلى خارج البلاد بمساعدة حركة المقاومة النرويجية، ذهب معظمهم إلى السويد ولكن ذهب بعضهم أيضًا إلى المملكة المتحدة. نجى ما بين 28 و34 شخص من الذين ترحلوا، من السجن في المعسكرات (بعد ترحيلهم) - وعاد حوالي 25 منهم إلى النرويج بعد الحرب.

## نظرة عامّة
كان عدد السكان اليهود في النرويج صغيرًا جدًا حتى أوائل القرن العشرين، إلى أن شهدت روسيا ودول البلطيق مذابح لليهود، فاضطر الأخيرون لطلب اللجوء في الخارج، بما في ذلك في النرويج. وازداد عدد السكان مرة أخرى في ثلاثينيات القرن العشرين، بعد فرار اليهود من الاضطهاد النازي في ألمانيا والمناطق الخاضعة للسيطرة الألمانية. أُرسل نيلز كريستيان ديلف الدبلوماسي النرويجي، إلى وارسو، بولندا في أواخر الثلاثينيات. أنشأ في ربيع عام 1939، محطة عبور للاجئين اليهود في وارسو، قادمة من تشيكوسلوفاكيا وأُرسلت عن طريق مساعدة المنظمة الإنسانية نانسنهجلبين. رتب نيلز بعض الترتيبات لمساعدة اللاجئين على تلقي المواد الغذائية والملابس وإمكانية التنقل إلى غدينيا، بولندا، حيث استقلوا السفن المتجهة إلى النرويج. نانسنهجلبين هي منظمة إنسانية نرويجية أسسها المهندس المعماري أود نانسن في عام 1936، لتوفير المساعدة والمأوى الآمن في النرويج للاجئين اليهود القادمين من مناطق في أوروبا تحت السيطرة النازية. كان الهروب إلى النرويج حلًا قصير الأجل فقط.
بدأ الغزو والاحتلال الألماني للنرويج في 9 أبريل 1940 (عملية فيزروبونغ). عُين جوزيف تيربوفن في منصب الرايخسوميسار للنرويج في 24 أبريل 1940، حتى قبل اكتمال الغزو في 7 يونيو 1940. غادرت الحكومة الشرعية النرويجية البلاد، ووضعت سلطات الاحتلال الألمانية السلطات المدنية النرويجية تحت حكم وسيطرة تيربوفن. وشمل ذلك مختلف فروع الشرطة النرويجية، بما في ذلك عمدة المقاطعة (ليمان ستاتن) والشرطة الجنائية والشرطة التنفيذية. أصبحت فروع الشرطة النازية، بما في ذلك الشرطة الأمنية الألمانية والغيستابو، جزءًا من شبكة كانت تمثل أدوات للسياسات القمعية المتزايدة تجاه السكان النرويجيين.
سعى نظام تيربوفن إلى استخدام إستراتيجية مدروسة تتمثل في استعمال المسؤولين النرويجيين، وليس الألمان، لإخضاع السكان النرويجيين تحت السيطرة الألمانية. على الرغم من إبلاغ الشرطة الألمانية والقوات شبه العسكرية عن طريق سلسلة قيادة مكتب الأمن الرئيسي للرايخ والشرطة النرويجية، إلا أن الممارسة الفعلية كانت أن مسؤولي الشرطة النرويجيين أخذوا توجيهات من مكتب الأمن الرئيسي للرايخ الألمانية.
كان الكثير من التحامل ضد اليهود الموجودين عادة في أوروبا واضحًا أيضًا في النرويج في أواخر القرن التاسع عشر وأوائل القرن العشرين، وقد ذكر التجمع الوطني للحزب النازي في النرويج في برنامجه السياسي في الثلاثينيات، جزءًا يتكلم عن معاداة السامية. أصبحت هالديس نيجارد أوستبي الناطقة الرسمية لدى فاكتو بسبب البروباجاندا الشديدة المتزايدة ضد اليهود، والتي لخصتها في كتابها الصادر في عام 1938 بعنوان «المشكلة اليهودية وحلها». بدأ التجمع الوطني أيضًا بجمع معلومات عن اليهود النرويجيين قبل بدء الحرب، وبدأت المقالات المتعلقة بالمعادية للسامية تنتشر أحيانًا في الصحف الرئيسية.

## الاستعدادات
بدأ التجمع الوطني للحزب النازي في النرويج، في جمع المعلومات حول اليهود النرويجيين قبل بدء الحرب. لتحديد اليهود النرويجيين، اعتمدت السلطات على أخذ معلومات من الشرطة وخدمة التلغراف، في حين أًصدرت أوامر إلى المعابد في أوسلو وتروندهايم لإصدار قوائم كاملة بأعضائها، بما في ذلك الأسماء وتاريخ الميلاد والمهنة والعنوان. كما أُصدرت أوامر لجمعيات الدفن اليهودية والمجموعات الشبابية بإعداد قوائم أيضًا.
أُمرت المعابد في أغسطس بإعداد قوائم بالأفراد اليهود الذين لم يكونوا أعضاءً أيضًا. قورن بين القوائم النهائية للمعلومات التي جمعها التجمع الوطني مسبقًا ومعلومات المكتب المركزي النرويجي للإحصاءات. في النهاية، كان لدى سلطات الاحتلال في النرويج قائمة كاملة لليهود في النرويج، أكبر بكثير من قوائم معظم الدول الأخرى الخاضعة للحكم النازي.
على أساس القوائم التي جُمعت في الربيع، بدأت وزارة العدل وحكام المقاطعات في الخريف، بتسجيل جميع الممتلكات اليهودية، بما في ذلك الممتلكات التجارية. أُرسلت قائمة جرد كاملة إلى قسم الشرطة في ديسمبر 1941، وشملت هذه القائمة أيضًا، الأفراد الذين يُشتبه في أنهم من خلفية يهودية.
على الرغم من أنه بالفعل أُلقي القبض على العديد من اليهود النرويجيين ورُحلوا بصفتهم سجناء سياسيين في الأشهر الأولى من الاحتلال، إلا أن الإجراء الأول الذي استهدف جميع اليهود كان أمرًا صادرًا عن وزارة الخارجية الألمانية بقرار من تيربوفين، إذ صادرت شرطة أوسلو في 10 مايو 1941، أجهزة الراديو من جميع اليهود في المدينة. في غضون أيام، تلقى عمدة كل مدينة محلية في جميع أنحاء البلاد، ذات نفس الأوامر.
طلبت إدارة الشرطة النرويجية في 20 ديسمبر 1941، 700 طابعًا بريديًا يبلغ طول الواحد منهم 2 سم، لاستخدامها من قبل السلطات لختم بطاقات هوية اليهود في النرويج. استُخدمت هذه الطوابع في 10 يناير 1942، عندما ذكرت الإعلانات في الصحف الرئيسية أن على جميع اليهود النرويجيين تقديم أنفسهم على الفور إلى مراكز الشرطة المحلية لختم أوراق الهوية الخاصة بهم. كما أُمروا باستكمال استمارة موسعة. بغرض هذا التسجيل، عُرف اليهودي أنه أي شخص لديه ثلاثة أجداد «يهود بالكامل» على الأقل؛ أي شخص كان لديه جدين «يهود بالكامل» ومتزوج من يهودي أو يهودية أو كان عضوًا في جماعة يهودية. أظهر هذا التسجيل الحياة الديموغرافية حوالي 1400 يهودي بالغ في النرويج.
وفقًا للمؤلف هالفور هيغتون، فإن سكك حديد الدولة النرويجية «ساعدت بدون قصد على الاحتجاج ضد ترحيل اليهود».
كان في النرويج عام 1942، 2173 يهوديًا. من بين هؤلاء، يقدر منهم 1643 مواطنًا نرويجيًا و240 مواطنًا أجنبيًا و290 عديمي الجنسية.